# Kropywnyzke (Nowoukrajinka)
Kropywnyzke (ukrainisch Кропивницьке; russisch Кропивницкое Kropiwnizkoje) ist ein Dorf im Süden der ukrainischen Oblast Kirowohrad mit etwa 900 Einwohnern (2001).
Das Dorf liegt am Ufer des Taschlyk, eines 33 km langen, linken Nebenflusses des Tschornyj Taschlyk 35 km südöstlich vom Rajonzentrum Nowoukrajinka und 63 km südwestlich vom Oblastzentrum Kropywnyzkyj.

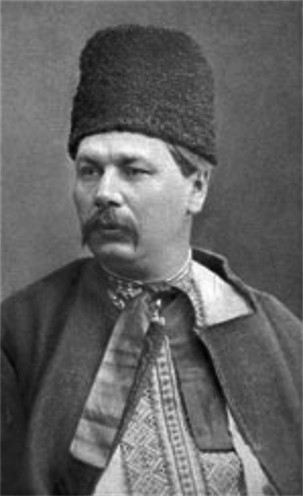
Der Namensgeber der Ortschaft Marko Kropywnyzkyj

Das Dorf ist nach dem ukrainischen Schriftsteller und Dramatiker Marko Kropywnyzkyj benannt, der hier 1840 zur Welt kam. Zuvor hieß das Dorf Beschbairaky.
Am 12. Juni 2020 wurde das Dorf ein Teil der neugegründeten Landgemeinde Hanniwka, bis dahin bildete es zusammen mit den Dörfern Trudoljubiwka (Трудолюбівка) und Wilni Luky (Вільні Луки) die gleichnamige Landratsgemeinde Kropywnyzke (Кропивницька сільська рада/Kropywnyzka silska rada) im Südosten des Rajons Nowoukrajinka.